# Faerlea echinocardii
Faerlea echinocardii är en plattmaskart som beskrevs av Jürgen Dörjes 1972. Faerlea echinocardii ingår i släktet Faerlea och familjen Isodiametridae. Inga underarter finns listade i Catalogue of Life.